# Kourcibo
Le Kourcibo est une rivière française du département Guyane de la région Guyane et un affluent gauche du fleuve Sinnamary, dans le lac de barrage de Petit-Saut.

## Géographie
De 135,4 kilomètres de longueur,
le Kourcibo prend sa source au sud du lac de barrage de Petit-Saut.
Il coule globalement du sud vers le nord.
Il conflue avec le Sinnamary en rive gauche près du lieu-dit Sainte-Anne à 49 mètres d'altitude.